# Institut des hautes études scientifiques
Institut des hautes études scientifiques je prestižna javna visokošolska ustanova in eden izmed raziskovalnih inštitutov s sedežem v Parizu v Franciji. Kampus se nahaja nasproti zgodovinskega kampusa pariške Université Paris-Saclay.